# العلاقات الساموية العمانية
العلاقات الساموية العمانية هي العلاقات الثنائية التي تجمع بين ساموا وسلطنة عمان.

## مقارنة بين البلدين
هذه مقارنة عامة ومرجعية للدولتين:
| وجه المقارنة                                              | ساموا                        | سلطنة عمان    |
| --------------------------------------------------------- | ---------------------------- | ------------- |
| المساحة (كم2)                                             | 2.84 ألف                     | 309.50 ألف    |
| عدد السكان (نسمة)                                         | 196.44 ألف                   | 4.64 مليون    |
| الكثافة السكانية (ن./كم²)                                 | 69.17                        | 14.99         |
| العاصمة                                                   | أبيا                         | مسقط          |
| اللغة الرسمية                                             | لغة إنجليزية، اللغة الساموية | اللغة العربية |
| العملة                                                    | تالا ساموي                   | ريال عماني    |
| الناتج المحلي الإجمالي (بليون دولار)                      | 856.63 مليون                 | 72.64 مليار   |
| الناتج المحلي الإجمالي (تعادل القوة الشرائية) بليون دولار | 1.15 مليار                   | 179.49 مليار  |
| الناتج المحلي الإجمالي الاسمي للفرد دولار أمريكي          | 3.94 ألف                     | 15.55 ألف     |
| الناتج المحلي الإجمالي للفرد دولار أمريكي                 | 5.79 ألف                     | 38.63 ألف     |
| مؤشر التنمية البشرية                                      | 0.702                        | 0.793         |
| رمز المكالمات الدولي                                      | +685                         | +968          |
| رمز الإنترنت                                              | .ws                          | عمان          |
| المنطقة الزمنية                                           | ت ع م+13:00                  | ت ع م+04:00   |

## منظمات دولية مشتركة
يشترك البلدان في عضوية مجموعة من المنظمات الدولية، منها:
| علم المنظمة | اسم المنظمة                               | تاريخ انضمام ساموا | تاريخ انضمام سلطنة عمان |
| ----------- | ----------------------------------------- | ------------------ | ----------------------- |
|             | وكالة ضمان الاستثمار متعدد الأطراف        | 27 سبتمبر 2002     | 1989                    |
|             | منظمة الشرطة الجنائية الدولية             | ?                  | ?                       |
|             | منظمة حظر الأسلحة الكيميائية              | ?                  | ?                       |
|             | منظمة التجارة العالمية                    | ?                  | 2000                    |
|             | الأمم المتحدة                             | 15 ديسمبر 1976     | 7 أكتوبر 1971           |
|             | مؤسسة التمويل الدولية                     | 28 يونيو 1974      | 1973                    |
|             | يونسكو                                    | 3 أبريل 1981       | 10 فبراير 1972          |
|             | مؤسسة التنمية الدولية                     | 28 يونيو 1974      | 1973                    |
|             | البنك الدولي للإنشاء والتعمير             | 28 يونيو 1974      | 1971                    |
|             | المركز الدولي لتسوية المنازعات الاستشارية | 25 مايو 1978       | 1995                    |
|             | الاتحاد البريدي العالمي                   | ?                  | ?                       |
|             | الاتحاد الدولي للاتصالات                  | 7 أكتوبر 1988      | 28 أبريل 1972           |

## وصلات خارجية
- موقع وزارة الخارجية العمانية